# Tabia (Azilal)
Tabia (en àrab تابية, Tābiyya; en amazic ⵜⴰⴱⵢⴰ) és una comuna rural de la província d'Azilal, a la regió de Béni Mellal-Khénifra, al Marroc. Segons el cens de 2014 tenia una població total de 7.849 persones.